# Kramfors (äpple)
Kramfors är en äppelsort, som 2005 utsetts till landskapsäpple för Ångermanland. Saftigt bordsäpple som mognar i slutet av September. Rekommenderas för zon 2–5, smaken utvecklas bäst vid odling norrut.  
Moderträdet till sorten kommer från kärnor som ska ha planterats på 1920-talet i Öd, sedermera stadsdel i Kramfors. Enligt historien ska kärnan ha kommit från en amerikansk sjöman.
Genetiska studier har dock visat att föräldrarna till 'Kramfors' inte är amerikanska äpplen, utan de svenska sorterna 'Sävstaholm' och 'Åkerö'.